# Sony Xperia Z
Das Sony Xperia Z (oder Sony C6603, Sony Xperia Yuga) wurde am 7. Januar 2013 auf der CES in Las Vegas vorgestellt und ist ein Full-HD-Android-Smartphone aus der Xperia-Serie der Firma Sony.

## Display
Das Sony Xperia Z besitzt ein 5 Zoll (12,7 cm) großes TFT-Display mit einer Auflösung von 1920 × 1080 Pixeln (ca. 443 ppi Pixeldichte) und einem Farbraum von 16 Millionen Farben. Auf dem kratzfesten Glas soll eine Folie das Zerbrechen verhindern, die integrierte BRAVIA Engine 2 den Kontrast, die Farbgebung, das Farbrauschen und die Schärfe der Bilder optimieren. OptiContrast und DirectTouch sollen außerdem das Display näher an das Touch-Panel bringen, Lichtreflexion vermeiden und das ausgeschaltete Display noch schwärzer aussehen lassen.

Der Touchscreen unterstützt Multi-Touch-Gesten mit bis zu zehn Fingern.

## Kamera
Mit dem Exmor RS for mobile BSI-CMOS-Sensor erlaubt die Kamera als erstes Smartphone der Welt eine HDR-Videoaufnahme, welche sogar in Full-HD-Auflösung verfügbar ist. Zudem bietet die 13,1-MP-Hauptkamera – neben der 2,1-MP-Frontkamera – weitere Leistungsmerkmale wie einen 16-fachen-Digitalzoom, einen Blitz mit pulsierender LED und Fotolicht, Autofokus, Fokussieren und Aufnahme durch Tippen, Geotagging, einen Bildstabilisator, Rote-Augen-Reduzierung, Selbstauslöser und eine Gesichts- und Lächelerkennung. Im Burst Mode kann die Kamera zehn Bilder pro Sekunde mit 9,6 MP aufnehmen, ohne Mengenbegrenzung in Folge.
Trotz der relativ hohen Anzahl an Megapixel sollen auch Nachtaufnahmen ohne Rauschen gelingen, realisiert wird dies mit dem BSI-Sensor von Sony, der zusammen mit Toshiba entwickelt wurde.
Die eher magere Low-Light-Performance wird dadurch verursacht, dass die 13 Megapixel auf einen eher kleinen 1/3.2″-Sensor verteilt sind.

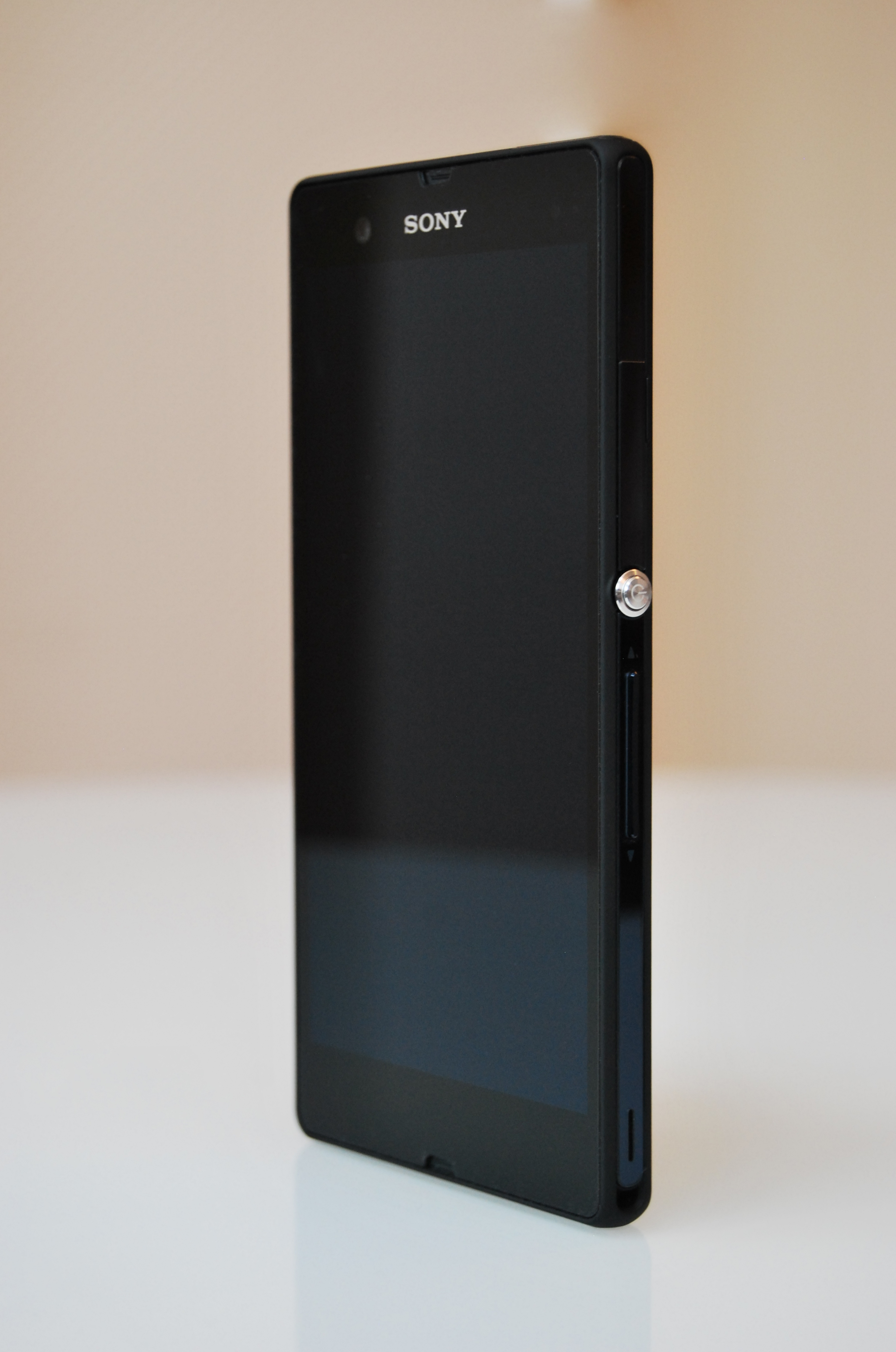
Seitenansicht: Zu sehen sind der jeweils abgedichtete SIM-Kartenslot, der Stand-by-Schalter sowie der Lautstärkeregler.

## Design
Das Aussehen des Xperia Z wurde nach dem OmniBalance-Konzept entwickelt, wobei die Vorder- bzw. Hinterseite und die Kanten (nicht die Ecken) mit Glas beschichtet sind. Mit 7,9 mm Dicke ist das Xperia Z – im Verhältnis zu seiner Größe – relativ dünn.
Dasselbe Designkonzept wird auch für alle anderen Smartphones und Tablets der Xperia-Z-Serie verwendet.

## Konnektivität
Das Xperia Z unterstützt Datenübertragungen per WLAN mit dem gängigen 802.11b/g/n-Standard (2,4 GHz) sowie auch 802.11a/n im 5-GHz-Band. NFC ermöglicht das Übertragen von Daten, etwa durch das gegenseitige Berühren von zwei NFC-fähigen Geräten. Eine der Umsetzungen von NFC sind die SmartTags. Diesen „Tags“ in verschiedenen Farben kann man jeweils Einstellungen und/oder Aktionen zuordnen und damit Einstellungen des Geräts vereinfachen. Bluetooth 4.0 ermöglicht die Verwendung von Bluetooth Low Energy bzw. Bluetooth Smart.

## Festigkeit
Das Gehäuse des Xperia Z ist wasser- und staubdicht nach dem IP57-Standard. Das bedeutet, dass Staub in schädigender Menge oder ein 30-minütiges Versinken in einem Meter tiefem Wasser keine Schäden hervorruft.

## Modding
Sony unterstützt direkt das Modding des Betriebssystems mit der Möglichkeit, den Bootloader des Android-Smartphones zu entsperren; im Free Xperia Project werden die Sourcen des Kernels (Codename Yuga) zur Verfügung gestellt. Über eine Tastenkombination (*#*#7378423#*#*) gelangt man ins Service-Menü, in dem man die Info angezeigt bekommt, ob der Bootloader entsperrbar ist.

## Bewertung und Kritik
In Expertentests wie z. B. der Zeitschrift Connect wird insbesondere das Display und die sehr ausgewogene Ausstattung der Soft- und Hardware, sowie die sehr guten Funkeigenschaften gelobt. Laut dem Connect-Test ist die Sende- und Empfangsqualität z. B. im UMTS-Netz besser als die der Nachfolgemodelle (Z1 und Z2).